# Український інститут політики громадського здоров'я
Благодійна організація «Український інститут політики громадського здоров'я» (УІПГЗ) — недержавна, неприбуткова організація, створена в Україні у 2003 році з метою розробки та впровадження сучасних підходів у сфері громадського здоров'я, насамперед попередження ВІЛ/СНІД та наркотичної залежності, а також реабілітації наркозалежних, в тому числі й тих, які живуть з ВІЛ/СНІД.

## Ключові напрямки та принципи діяльності[1]
Види діяльності організації:
- проведення наукових досліджень;
- навчання та розвиток потенціалу системи охорони здоров’я;
- розробка та аналіз стратегічних документів та проектів законодавчих та регуляторних актів;
- експертна оцінка ситуацій, програм, практик та ін.;
- поширення інформації про кращі практики в галузі громадського здоров'я, в тому числі організація публічних заходів.
- сприяння розвитку політики громадського здоров'я в Україні на засадах європейських демократичних стандартів.

Принципи діяльності організації:
- дотримання наукових стандартів, надійність, неупередженість;
- постійний професійний розвиток;
- протидія дискримінації; гендерна рівність;
- прозорість та публічність;
- протидія корупції та уникнення конфлікту інтересів.

## Керівництво
У період 2003 - 2016 роки посаду Голови Правління БО “Український інститут політики громадського здоров`я” обіймав засновник організації Дворяк Сергій Васильович, лікар-психіатр, науковець, доктор медичних наук. 
З 2016 року Головою Правління є Карагодіна Олена Генадіївна, доктор медичних наук, професор.

## Історія
Заснований 2003 року групою лікарів та психологів, Український інститут досліджень політики щодо громадського здоров’я (з 2016 - БО “Український інститут політики громадського здоров`я” (УІПГЗ)  фокусував свою діяльність на впровадженні сучасних підходів у сфері громадського здоров'я, насамперед профілактики ВІЛ/СНІД та наркозалежності, а також лікування та реабілітації наркозалежних, у тому числі й тих, які живуть з ВІЛ/СНІД.
Оскільки епідемія ВІЛ/СНІД в Україні розвивалася переважно за рахунок ризикованої поведінки споживачів ін’єкційних наркотиків (СІН), діяльність організації була спрямована на запровадженні в Україні замісної підтримувальної терапії (ЗПТ) як науково обґрунтованого сучасного метод лікування залежності від опіатів. Першим проектом УІПГЗ стало створення у 2005 р. Національного ресурсного центру з замісної підтримувальної терапії (ЗПТ) в рамках гранту Глобального фонду для боротьби зі СНІДом, туберкульозом та малярією через МФ «Відродження». З того часу протягом 7 років УІПГЗ здійснював організаційно-методичний супровід впровадження, а пізніше – розширення ЗПТ в Україні у співпраці з партнерами – МБФ «Міжнародний Альянс з ВІЛ/СНІД в Україні», Всеукраїнською мережею людей, що живуть з ВІЛ/СНІД, Коаліцією ВІЛ-сервісних організацій, UNODC, UNADIS та іншими.
За період з 2005 по 2011 роки, за технічної підтримки УІПГЗ, вдалося досягнути значних результатів у розвитку програми замісної терапії в Україні: кількість лікувальних установ, де надають ЗПТ, у 2011 досягла 134, а кількість пацієнтів становила 6445 особи. Професійні мультидисциплінарні команди, що складалися з лікарів, медичних сестер та соціальних працівників цих закладів, пройшли підготовку щодо надання ЗПТ (140 команд, понад 1000 осіб) за програмою та методичними рекомендаціями, що були розроблені УІПГЗ та згодом затверджені Міністерством охорони здоров`я України. Кінцевим результатом та організаційним досягненням стало те, що з 2011 р. організаційно-методичний супровід ЗПТ в Україні здійснюється державою.  
З 2008 р. УІПГЗ починає пропагувати і розвивати в Україні ще один новий підхід - надання інтегрованих послуг для споживачів ін’єкційних наркотиків з супутніми патологіями. Інтегрований підхід до надання медико-соціальних та психологічних послуг в рамках програм ЗПТ передбачє надання комплексних послуг СІН з подвійною/потрійною патологією (СІН/ВІЛ та СІН/ВІЛ/ТБ), що збільшувало прихильність цієї групи до лікування. Разом з партнерами (Бюро ВООЗ в Україні, МБФ «Міжнародний Альянс з ВІЛ/СНІД в Україні», МБФ «Фонд Вільяма Дж. Клінтона», ВБО «Всеукраїнська мережа ЛЖВ») УІПГЗ вперше в Україні сформулював критерії та принципи інтегрованого підходу до надання послуг СІН. В результаті було створено перші 18 Центрів інтегрованої допомоги (ЦІД) у восьми областях України та АР Крим.
У 2014 році організація розпочала реалізацію пілотного проекту, який вперше в Україні надав змогу сімейним лікарям та лікарям загальної практики призначати ЗПТ хворим, які цього потребують.
З 2010 року УІПГЗ спільно з Єльським університетом США розпочав співпрацю з Державною пенітенціарною службою України (ДПтСУ) дослідженням розповсюдженості ВІЛ-інфекції, наркоспоживання та супутніх інфекційних захворювань і психічних розладів серед засуджених у в’язницях України (PRIDE І). Важливим результатом проекту стали рекомендації та визначення комплексу необхідних втручань, які були презентовані відповідним структурам ДПтСУ. З 2016 року після реформи пенітенціарної служби та початку медичної реформи УІПГЗ спільно з Єльским Університетом США продовжують дослідження серед засуджених, міра покарання яких не передбачає ув’язнення, та починає реалізовувати проект MATLINK, спрямований на надання доступу до підтримуючої терапії агоністами опіатів (ПТАО) наркозалежним особам, що перебувають на обліку в кримінально-виконавчих інспекціях. Станом на 2018 рік УІПГЗ реалізує кілька проектів з оцінювання здоров'я в'язнів та поширеності інфекційних захворювань, психічних розладів та наркозалежності в тюрмах України, розробляє заходи щодо поліпшення охоплення медичними послугами в'язнів та звільнених та презентує результати досліджень на міжнародному та національному рівні.
З 2016 року УІПГЗ спільно зі Школою медицини Єльського університету реалізують проект «Інтеграція лікування залежності та ВІЛ-інфекції у первинну ланку охорони здоров’я», який передбачає впровадження моделей інтегрованого надання медичних послуг в закладах первинної ланки медичної допомоги України, що має полегшити доступ споживачів ін’єкційних наркотиків до сучасних практик протистояння наркозалежності та профілактики інфікування ВІЛ. Проектом також передбачено налагодження системи теле-освіти для лікарів: фахівці медичних закладів проходять онлайн тренінги, присвячені актуальним питанням ведення пацієнтів з поєднаною патологією - ВІЛ-інфекція, туберкульоз, опіоїдна залежність. Онлайн курси, розроблені фахівціми УІПГЗ в рамках даного та інших проектів, розміщено на офіційному сайті Центру громадського здоров’я МОЗ України.
У 2012 році за підтримки Міжнародного Фонду «Відродження» УІПГЗ брав участь у розробці Національної стратегії щодо наркотиків до 2020 року - рамкового документу, який враховував б найсучасніші погляди на проблему обігу та споживання наркотиків і забезпечувала б певний баланс між обмежувальними заходами, контролем (drug supply control) з одного боку, та заходами, спрямованими на скорочення попиту (drug demand control) – з іншого. Це завдання було реалізовано на замовлення Державної служби України з контролю за наркотиками (ДСКН) із залученням широкого кола зацікавлених сторін шляхом створення проекту Національної стратегії та проведення серії регіональних та національного громадських обговорень. В результаті було прийнято новий документ, який створює підґрунтя для формування нового законодавства щодо обігу наркотиків, наближеного до європейських зразків, та дає можливість розвивати науково обґрунтовані заходи профілактики та лікування, зменшити злочинність та кількість порушень прав людини в суспільстві.
УІПГЗ постійно проводить дослідження, спрямовані на порівняння та вимір ефективності програм профілактики ВІЛ-інфекції серед груп підвищеного ризику, та спільно зі співавторами публікує їхні результати у рецензованих міжнародних виданнях, таких як TheLancet, International Journal of Drug Policy, Journal of the International Association of Providers of AIDS Care та ін. У фокусі - дослідження моделей, спрямованих на зниження ризику інфікування ВІЛ та підвищення прихильності до лікування серед СІН, серед ув’язнених та серед підлітків вулиці, а також серед осіб, хворих на туберкульоз. Результати таких досліджень дають можливість визначити моделі, що є результативними в українському контексті, та поширювати інформацію про ефективні стратегії профілактики та лікування  наркотичної залежності та ВІЛ-інфекції .
У 2012 р. за участі УІПГЗ створено Євразійську професійної асоціації адиктивної медицини (ЄПААМ) . Діяльність ЄПААМ спрямована на забезпечення професіоналів-адиктологів, а також представників урядів, фахівців у сфері охорони здоров'я Східної Європи та Центральної Азії доступом до наукових даних і актуальних знань у галузі профілактики та лікування залежностей і ВІЛ-інфекції, та має на меті вдосконалення надання профілактичних послуг і лікування для СІН, що може привести до зменшення темпів розвитку епідемії ВІЛ / СНІД в країнах Східної Європи та Центральної Азії - там, де епідемія ВІЛ-інфекції далі набирає обертів.
У 2016 році представники УІПГЗ увійшли до складу міжвідомчої робочої групи Міністерства охорони здоров’я України з питань замісної підтримувальної терапії, основні завдання якої - розробка та надання пропозицій до МОЗ України щодо реалізації державної політики у сфері впровадження ЗПТ в Україні, а саме пріоритетних напрямків розвитку; удосконалення нормативно-правової бази з питань обігу наркотичних засобів, психотропних речовин та прекурсорів у закладах охорони здоров’я, впровадження ЗПТ в Україні та приведення її у відповідність до міжнародних норм та кращих світових практик з урахуванням потреб пацієнтів, а також визначення шляхів забезпечення сталості програми ЗПТ в умовах поступового скорочення донорської підтримки та вирішення актуальних питань, що виникають при реалізації програми ЗПТ.

## Відзнаки
У 2017 році Український інститут політики громадського здоров’я посів п’яте місце за результатами діяльності 2016 року з 89 учасників Національного рейтингу благодійників, який щорічно проводить Український форум благодійників.